# 김재호 (1951년)
김재호(金在浩, 1951년 12월 10일 ~ , 충북 영동)는 대한민국의 공무원이다.

## 학력
- 청주고등학교 졸업
- 육군사관학교 학사
- 연세대학교 산업대학원 석사

## 경력
- 1981.10 : 조달청 시설국 토목과 토목기좌
- 1995.12 : 충북지방조달청장
- 1997.07 : 조달청 시설국 토목과장
- 2003.05 : 조달청 공보담당관
- 2004.05 : 조달청 계약과장
- 2006.02 : 인천지방조달청장
- 2007.01 : 조달청 정책홍보본부장
- 2007.11 : 서울지방조달청장
- 2008.04 : 조달청 차장

## 수상
- 국무총리 표창
- 2005년 : 대통령 표창
- 2007년 : 홍조근정훈장

## 참고
| 전임 염재현 | 제22대 조달청 차장 2008년 4월 15일 ~ 2008년 6월 2일 | 후임 문일재 |